# Rico Pontvianne
Ricardo Antonio Pontvianne Jiménez, detto Rico, noto anche con lo pseudonimo di El Tigre (Tampico, 20 ottobre 1943 – Tampico, 13 agosto 2018), è stato un cestista e allenatore di pallacanestro messicano.

## Carriera
Con il Messico ha disputato tre edizioni dei Mondiali (1963, 1967, 1974), due dei Giochi olimpici (1964 e 1968), oltre ai Giochi panamericani 1967 in cui ha conquistato l'argento.